# Ziraldo
Ziraldo Alves Pinto (Caratinga, 24 ottobre 1932 – Rio de Janeiro, 6 aprile 2024) è stato un fumettista, giornalista, scrittore, caricaturista e critico teatrale brasiliano, creatore di personaggi famosi come il Menino Maluquinho e tra gli artisti più acclamati nel campo dell'editoria infantile in Brasile.

## Biografia
Ziraldo Alves Pinto nacque il 24 ottobre 1932 a Caratinga, città nello stato di Minas Gerais, in Brasile, trascorrendovi tutta la sua infanzia. Iniziò presto a leggere autori brasiliani come Monteiro Lobato, Viriato Correia, Clemente Luz, manifestando il suo talento fumettistico fin da piccolo. Iniziò la sua carriera collaborando alla rivista "Era uma vez". Si laureò in legge all'Università federale del Minas Gerais nel 1957 e svolse per un periodo la professione legale, che abbandonò per dedicarsi alla carriera di fumettista e giornalista.
Diventò noto su scala nazionale lavorando al giornale "O Cruzeiro" nel 1957 e più tardi al Giornale del Brasile (Jornal do Brasil), nel 1963. Nel 1960 lanciò la prima rivista di fumetti fatta da un unico autore, Turma do Pererê, che fu anche la prima a colori prodotta totalmente in Brasile.
Nel 1969 insieme a Tarso de Castro, Jaguar e Sérgio Cabral, fondò il settimanale satirico O Pasquim.
Nello stesso anno scrisse il suo primo libro infantile, FLICTS, che conquistò fan di tutto il mondo. Undici anni dopo pubblicò il libro Menino Maluquinho, che divenne un vero fenomeno editoriale in Brasile. I suoi lavori vennero quindi tradotti in diverse lingue, venendo in seguito considerati tra i maggiori simboli dell'umorismo e della cultura del Brasile.
Nel Carnevale del 2003, Ziraldo ricevette un omaggio dalla scuola di samba "Nenê de Vila Matilde", e nel 2004 vinse il premio internazionale Hans Christian Andersen.
Nell'aprile del 2008, Ziraldo – insieme ad altri venti giornalisti perseguitati durante la dittatura militare brasiliana – venne risarcito con una somma di oltre 1 milione di reais, oltre a ricevere un vitalizio di circa 4.300 reais.
Ziraldo morì a Rio de Janeiro il 6 aprile 2024 all'età di 91 anni.

## Vita privata
Si sposò nel 1958 con Vilma Gontijo da cui ebbe due figli, la regista Daniela Thomas, il compositore Antonio Pinto. Rimasto vedono nel 2000, si risposò nel 2002 con Marcia Martins da Silva.

## Curiosità
- Ziraldo fu uno dei fondatori della "Banda de Ipanema".
- Il suo nome viene da una combinazione dei nomi dei genitori, Zizinha e Geraldo.

## Premi e titoli
L'opera letteraria di Ziraldo ha ricevuto diversi premi sia in Brasile che all'estero.
- Pubblicazione dei lavori nelle riviste Graphis, Penthouse e Private Eye (Inghilterra), Plexus e Planèt (Francia), e Mad (Stati Uniti)
- Oscar Internazionale dell'Umore di Bruxelles (1969)
- Merghantealler (1969)
- Manifesto Annuale dell'Unicef
- Premio Caran d'Ache una vita per l'illustrazione al Salone Internazionale dei Comics (1990)
- Hans Christian Andersen (2004)
- VI Prêmio Ibero-americano de Humor Gráfico Quevedos (2008)

## Principali opere
- O Menino do Rio Doce
- A supermãe
- Flicts
- O Aspite
- Turma do Pererê
- O Menino Maluquinho
- O Bichinho da Maçã
- A Fábula das Três Cores
- O Joelho Juvenal
- O Planeta Lilás
- Uma Professora Muito Maluquinha
- Vito Grandam
- O Menino e seu Amigo
- Jeremias, o Bom
- Queremos Paz
- O Menino Quadradinho
- Almanaque Maluquinho
- Os dez amigos
- Rolim